# Synagoga v Mariánských Lázních
Synagoga v Mariánských Lázních je bývalá židovská modlitebna postavená roku 1884. Nacházela se na Kaiserstrasse (dnešní Hlavní třída) v centru města, v místě dnešní proluky severně od domu Hlavní třída 166/62.
Synagogu vyprojektoval místní architekt židovského původu Eduard Stern. Celý projekt výstavby byl financován ze sbírek mezi židovskými hosty. Pozemek pro stavbu poskytl předseda židovské obce Salamon Šimon na Hlavní třídě. Slavnostní otevření synagogy proběhlo 1. srpna 1884. V roce 1898 věnoval syn bývalého starosty Josefa Dionyse Halbmayra varhany. O Křišťálové noci roku 1938 byla synagoga zapálena a zničena. Brzy nato bylo místo zcela srovnáno se zemí.

## Aktualita
V závěru roku 2023 byl zahájen na stavební parcele v lokalitě bývalé synagogy celoplošný archeologický předstihový výzkum s cílem odkrýt stavební pozůstatky židovské modlitebny a nalézt i jiné archeologicky významné objekty (fragmenty vitráží, keramické zlomky apod.) Po ukončení terénní exkavace budou nálezy zpracovány a zakonzervovány péčí Muzea Cheb p. o. Karlovarského kraje a následně budou výsledky výzkumu prezentovány široké veřejnosti.

## Fotogalerie

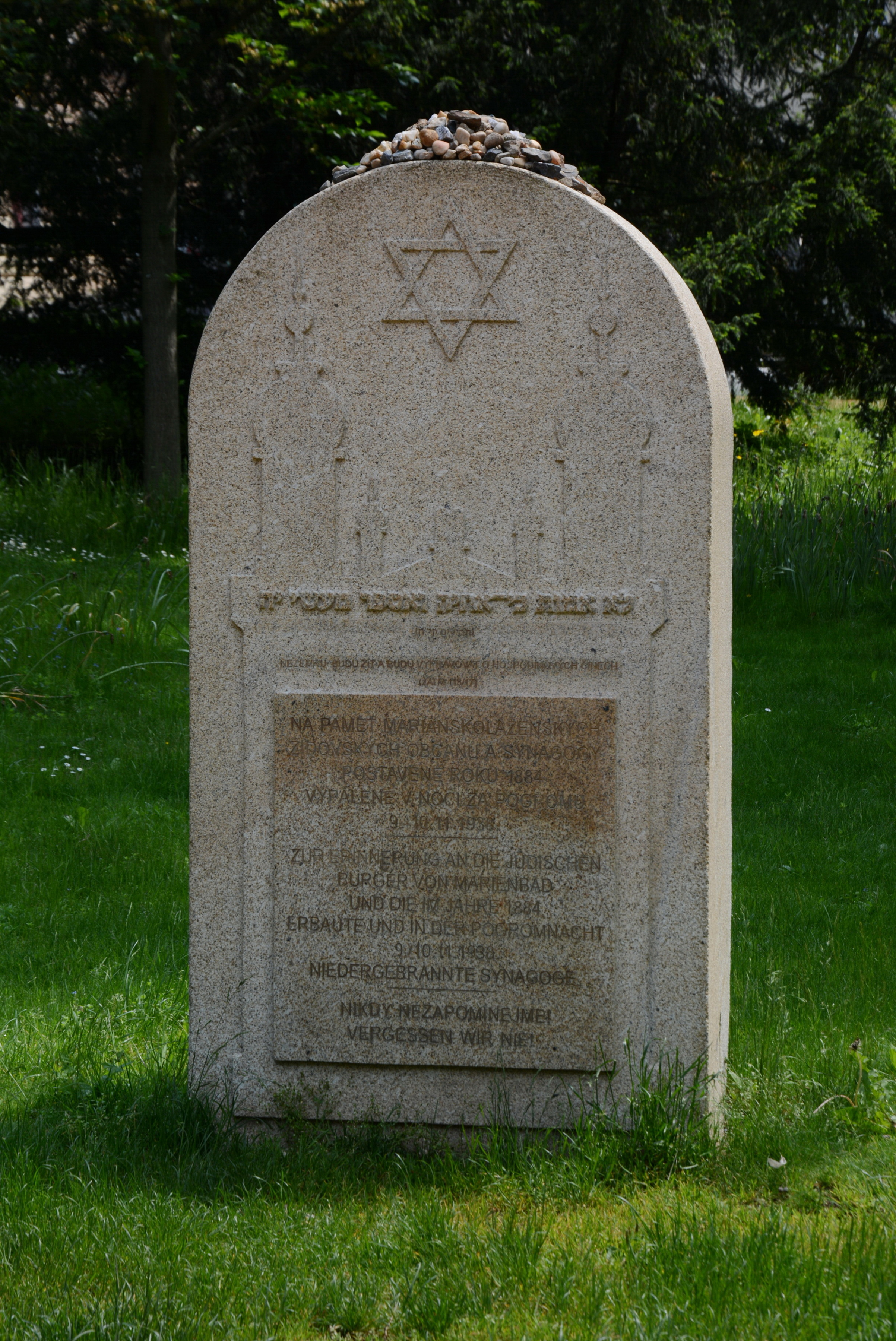
Pomníček bývalé synagogy umístěný v parku naproti přes ulici proti proluce, kde stávala synagoga
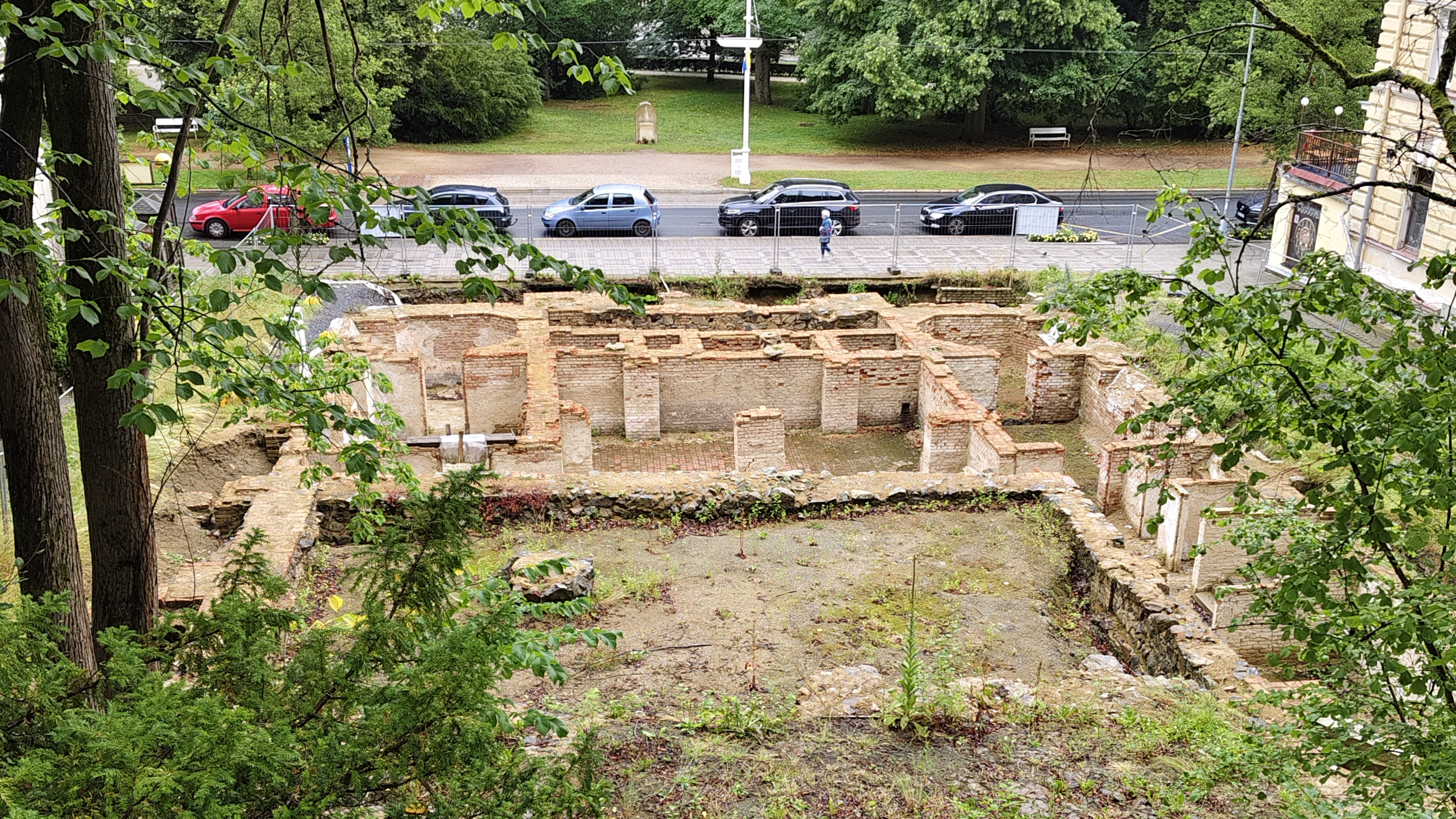
Obnažené základy zaniklé synagogy v místě dnešní proluky severně od domu na adrese: Hlavní třída 166/62